# Careproctus longipinnis
Careproctus longipinnis är en fiskart som beskrevs av Burke 1912. Careproctus longipinnis ingår i släktet Careproctus och familjen Liparidae. Inga underarter finns listade.